# Гявато (община Богданци)
 Тази статия е за гевгелийското село.  За битолското село вижте Гявато (община Битоля).  
Гявато или Гявото, понякога Дявато (на македонска литературна норма: Ѓавато) е село в община Богданци на Северна Македония.

## География
Селото е разположено в югозападния край на страната в областта Боймия на левия край на река Вардар.

## История
В съдебен процес от 1724 година, в който се разглежда оплакване на жителите на Авретхисарска каза срещу злоупотреби от страна на аяни при събирането на данъци, село Гявато е представлявано от своя кмет или пълномощник Коста, син на Пейо.
В края на XIX век Гявато е чисто българо село. Църквата в селото „Успение Богородично“ е построена в 1834 година и обновена в 1893 година от Андон Китанов. В „Етнография на вилаетите Адрианопол, Монастир и Салоника“, издадена в Константинопол в 1878 година и отразяваща статистиката на населението от 1873, Гявато е посочено като селище с 50 домакинства, като жителите му са 220 българи.
В селото в 1895 – 1896 година е основан комитет на ВМОРО.
Според статистиката на Васил Кънчов („Македония. Етнография и статистика“) от 1900 година в Гявато живеят 320 жители българи християни.
В началото на XX век цялото село е под върховенството а Българската екзархия. По данни на секретаря на екзархията Димитър Мишев („La Macédoine et sa Population Chrétienne“) през 1905 година в Гявато има 416 българи екзархисти и функционира българско училище.
До Балканската война земята на селото е притежание на Исин бей, който тероризира чифлигарите, често ги разселва от един имот на друг.
При избухването на Балканската война 14 души от Гявато са доброволци в Македоно-одринското опълчение. След Междусъюзническата война селото попада в Сърбия.
По време на българското управление на Вардарска Македония през Първата световна война Гявато е част от Богданска община в Гевгелийска околия на Струмишки окръг и има 460 жители.
При Валандовското земетресение от 1931 година селото е сравнено със земята.
Според преброяването от 2002 година селото има 438 жители.
| Националност | Всичко |
| македонци    | 407    |
| албанци      | 0      |
| турци        | 6      |
| роми         | 0      |
| власи        | 0      |
| сърби        | 21     |
| бошняци      | 0      |
| други        | 4      |

## Личности
Родени в Гявото
- Анастас Христов Пецев, български революционер, деец на ВМОРО[6]
- Борис Ангелов, македоно-одрински опълченец, 17 (19)-годишен, ученик, ІІІ клас, Гевгелийска чета, 1 рота на 14 воденска дружина[14]
- Васил Гонов Дуев, български революционер, деец на ВМОРО[6]
- Гоно, Христо и Мицо (Хаджията[15]) Трайкови Бошкови, български революционери, дейци на ВМОРО,[6] Христо е убит в Солун преди 1897 – 1898 година,[15] а Мицо, покръстен от свещеник Стамат Танчев, изпълнява терористични поръчения от Централния комитет[16]
- Гоно Илиев, български революционер от ВМОРО, четник на Никола Жеков[17]
- Гоно Йотев, български революционер от ВМОРО, четник на Добри Даскалов[18]
- Дино Бейков, български революционер, деец на ВМОРО[6]
- Кольо Наков Мурджев, български революционер, деец на ВМОРО[6]
- поп Кочо Попдимитров и синовете му Михаил Попкочов (жив към 1918 г.[19]) и Теохар Попов, български революционери, дейци на ВМОРО[6]
- Мито Андонов, македоно-одрински опълченец, 25-годишен, четата на Ичко Димитров, четата на Коста Попето, 15 щипска дружина[20]
- Мицо Гяваталията, български хайдутин, действал в Гевгелийско, чийто четник е Иванчо Карасулията[21]
- Мицо Трайков, български революционер от ВМОРО, четник на Петър Ацев[22]
- Нако Ташев Узунов (1870 - след 1943), селски войвода от ВМОРО. Лежи в турски затвор от 1904 година до Хуриета.[6][23]
- Трайко и Мицо Христови Янкулови, български революционери, дейци на ВМОРО[6]
- Трайко Попов (? – 1925), български революционер, син на Теохар Попов, деец на ММТРО
- Христо Андонов, македоно-одрински опълченец, 20-годишен, земеделец, ІV отделение, четата на Ичко Димитров, четата на Коста Христов Попето, 4 рота на 15 щипска дружина[24]

Починали в Гявато
- Георги Танов Зафиров, български учител и революционер, деец на ВМОРО, изчезнал безследно след забягването си от Гявато[25]
- Димитър Иванов Марков, български военен деец, поручик, загинал през Първата световна война[26]
- Димитър Томов Чорбаджийски, български военен деец, подпоручик, загинал през Първата световна война[27]
- Калин Христов Дончев, български военен деец, поручик, загинал през Първата световна война[26]
- Леонид Янков (1878 – 1905), български революционер, войвода на ВМОРО
- Михаил Иванов Таушанов (? – 1905), български революционер от Богданци, четник на ВМОРО, убит на 1 септември 1905 година с Леонид Янков[25]
- Томе Киров Доновски (? – 1905), български революционер от Стояково, четник на ВМОРО, убит на 1 септември 1905 година с войводата Леонид Янков[28]
- Петър Попов Рододаров, български военен деец, подпоручик, загинал през Първата световна война[27]
- Туше Гонов Петрушев (? – 1905), български революционер от Богданци, четник на ВМОРО, убит на 1 септември 1905 година с Леонид Янков[25]
- Юрдан Николов Манов, български военен деец, поручик, загинал през Първата световна война[29]